# Famille Deutsch de la Meurthe
Pour les articles homonymes, voir Deutsch et Meurthe.
Cette page explique l’histoire ou répertorie les différents membres de la famille Deutsch de la Meurthe.
 (octobre 2009).
Si vous disposez d'ouvrages ou d'articles de référence ou si vous connaissez des sites web de qualité traitant du thème abordé ici, merci de compléter l'article en donnant les références utiles à sa vérifiabilité et en les liant à la section « Notes et références ».

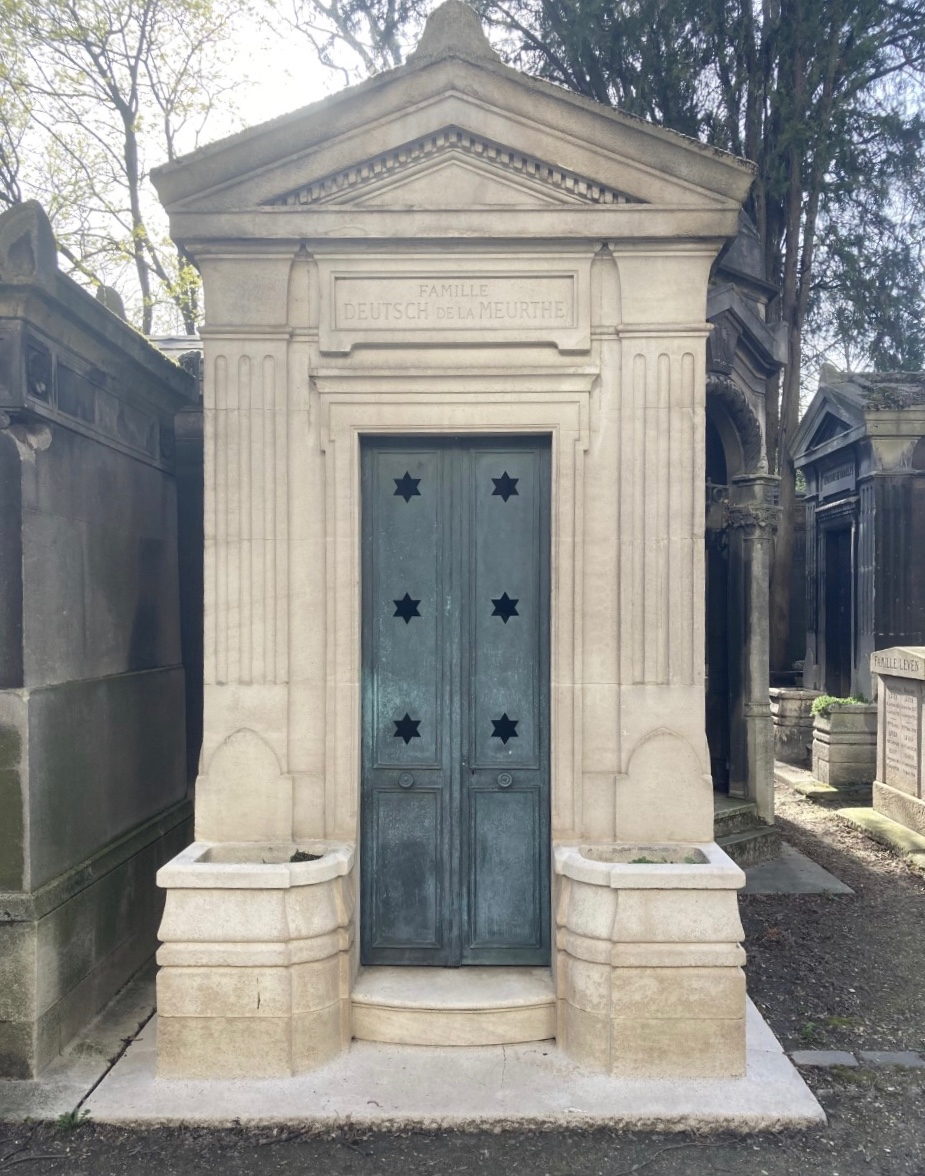
Sépulture de la famille Deutsch de la Meurthe dans le carré juif du cimetière de Montmartre, division 3.

La famille Deutsch de la Meurthe, accompagne l'essor technologique de la fin du XIXe siècle et du début du XXe siècle, notamment dans l'aviation. Les Deutsch de la Meurthe forment une famille juive célèbre pour sa fortune et son mécénat dans les domaines technique et philanthropique. Ils sont les créateurs en France de l'industrie des huiles minérales.

## Le pétrole et l'automobile

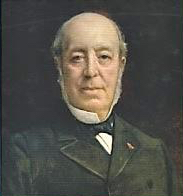
Alexandre Deutsch.

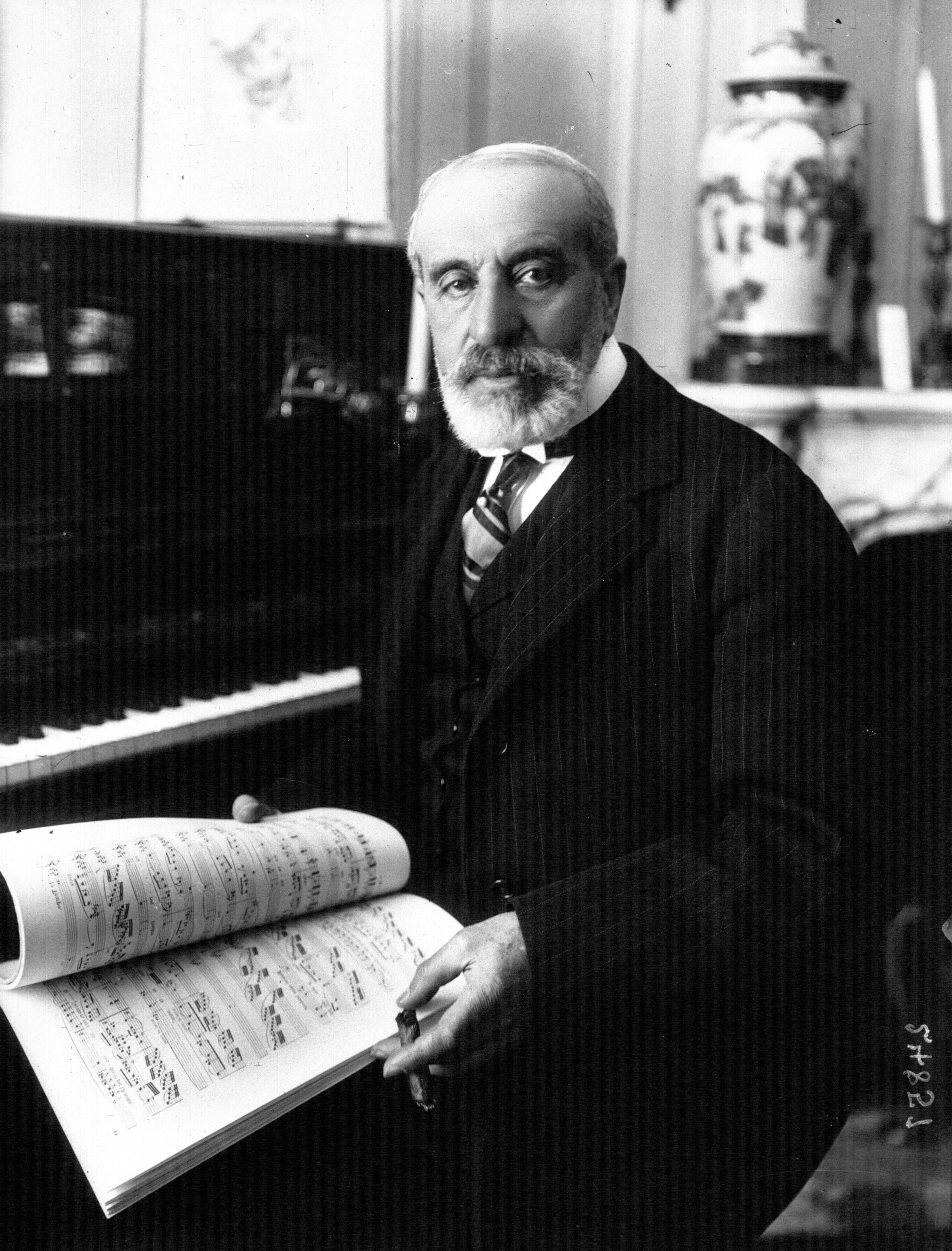
Henry Deutsch de la Meurthe en 1912

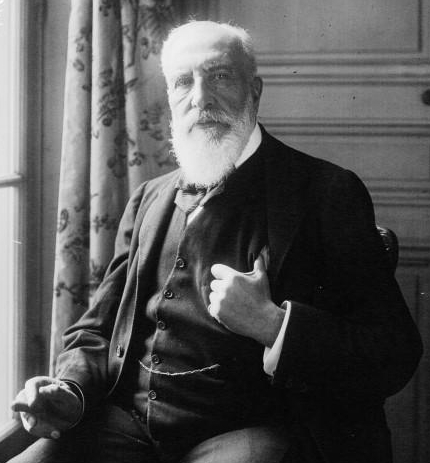
Émile Deutsch de la Meurthe en 1921

Si au début du XXe siècle, la famille Deutsch de la Meurthe appartient à l’élite sociale et républicaine, ses origines furent modestes. Alexandre Deutsch, fondateur d'un petit commerce d'huiles de toute sorte, naît en 1815 dans une famille ashkénaze de Lorraine. Comme nombre de ses coreligionnaires, il choisit de migrer vers Paris afin de s'assurer un avenir économique meilleur et profiter pleinement de la citoyenneté accordée aux Juifs de France par la Révolution française.
C'est en 1845 qu'il fonde une société pour le traitement et le commerce des huiles végétales, à La Villette, alors commune indépendante de Paris. En 1851, il rachète une ferme à Pantin et y fait construire une petite fabrique d'huiles végétales et de graisses industrielles. En 1859, le premier gisement souterrain de pétrole est mis au jour aux États-Unis, à Titusville (Pennsylvanie). Dès 1862, il s'intéresse de très près au pétrole et fait construire à Pantin une nouvelle usine pour en étudier les propriétés.
En 1881, il rachète une raffinerie à Rouen, la Luciline, laquelle avait été créée en 1868 par Alfred Guérard, négociant et inventeur rouennais. 
En 1877, il avait associé ses deux fils Henry et Émile à l'entreprise familiale. S'ajoutera en 1883 la raffinerie de pétrole de Saint-Loubès en Gironde et en 1889 l'association avec les frères Rothschild pour le raffinage du pétrole en Espagne.
C'est apparemment Alexandre qui ajoute « de la Meurthe » au nom de famille, qui sera désormais connue sous le pseudonyme de Deutsch de la Meurthe[réf. nécessaire].
Par décret du 29 décembre 1885, il est fait chevalier de la Légion d'honneur.
Ses fils, Émile (22 octobre 1847 - 18 mai 1924) et Henry (25 septembre 1846 - 24 novembre 1919), font prospérer l'affaire qui deviendra la société des Pétroles Jupiter (1922) puis Shell France après une fusion avec la Shell.
Avec les pionniers de l'automobile française (Peugeot, Mors) ils « inventent » Deauville. Émile est membre du comité d'honneur du syndicat d'initiative de Deauville. Après la Première Guerre mondiale, il est le trésorier du comité des orphelins de France. Henry fonde l'Automobile Club de France en 1895 avec le comte de Dion, le baron de Zuylen et Paul Meyan.

## L'aviation

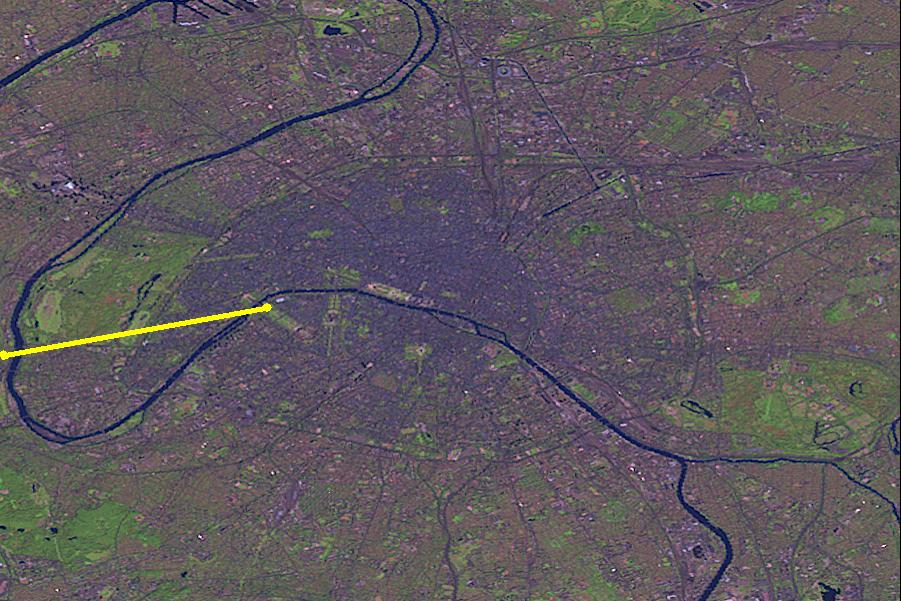
Tracé du concours

Henry Deutsch de la Meurthe se passionne pour l'aviation naissante et fonde en 1898 l’Aéro-Club de France avec un autre mécène, Ernest Archdeacon, et plusieurs industriels dont Gustave Eiffel. Il en sera président de février 1913 au 24 novembre 1919.
En avril 1900, Henry Deutsch de la Meurthe offre un prix de 100 000 FRF (environ 320 000 euros) à la première machine volante capable de parcourir le trajet aller-retour entre Saint-Cloud et la Tour Eiffel (environ 10 km) en moins de 30 minutes, ceci avant octobre 1904. Le 19 octobre 1901, Santos-Dumont réussit l'exploit avec son dirigeable no 6, en 30 minutes et 42 s.

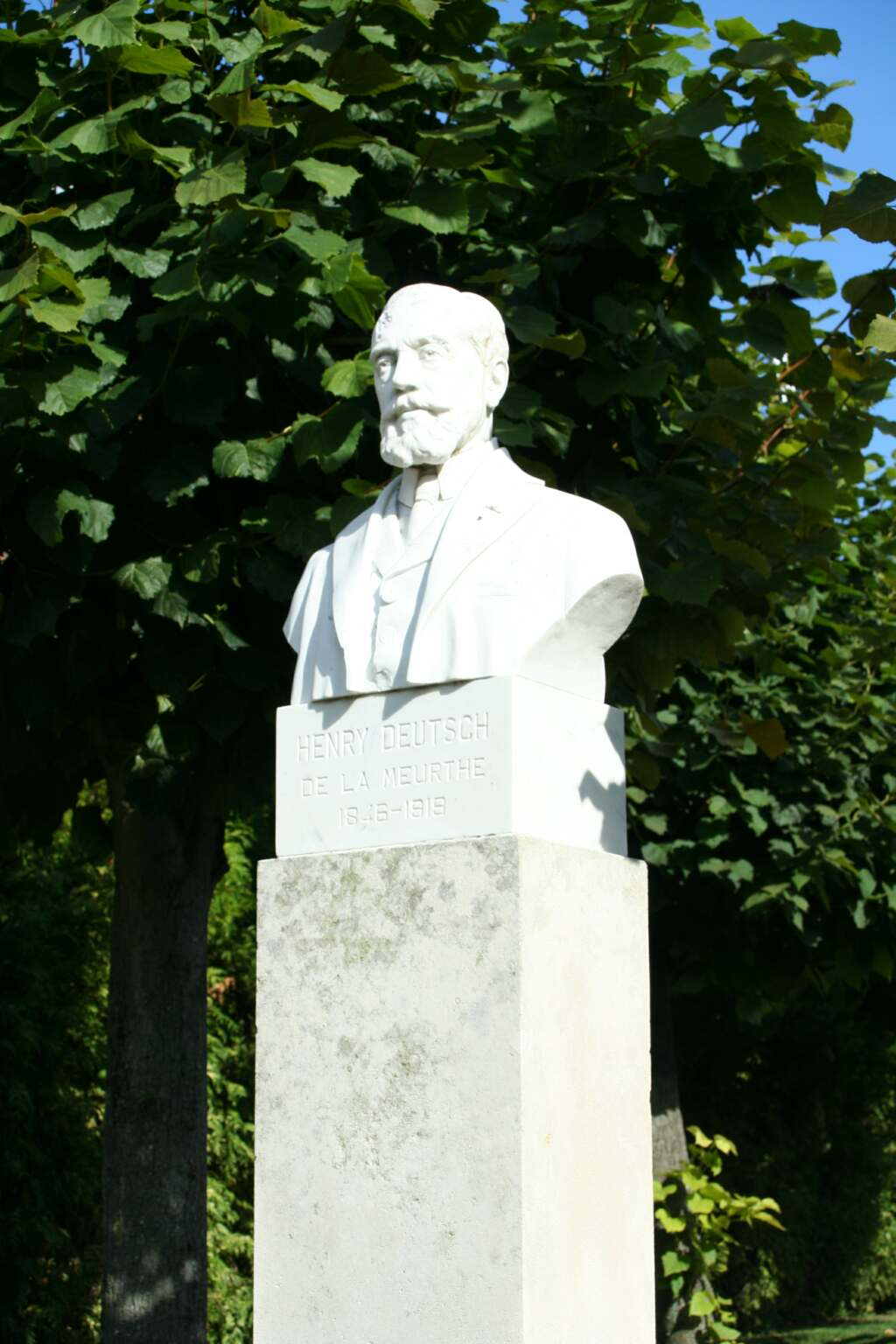
Buste d'Henry Deutsch de la Meurthe à Ecquevilly

Toujours avec Ernest Archdeacon, il crée en 1904 un prix de 50 000 FRF destiné au premier vol d’un plus lourd que l’air sur un kilomètre en circuit fermé. Il sera remporté dès le 13 janvier 1908 par Henri Farman, sur un avion construit par les frères Voisin, Charles et Gabriel, et équipé d'un moteur Antoinette.
Il participe à la création, à l'initiative de Lazare Weiller, de la Compagnie générale de navigation aérienne (1908) qui achète les brevets des frères Wright. Elle organisera les vols de démonstration du modèle A piloté par Wilbur Wright au Mans, à partir du 8 août 1908.
Il investit également dans les constructeurs aéronautiques Astra (1909), puis Nieuport (1911).
À la fin du mois de mai 1909, Henry Deutsch de la Meurthe offre à l'université de Paris une somme de 500 000 FRF et une rente annuelle de 15 000 FRF sa vie durant pour être affectées à la création et à l'entretien d'un Institut aérotechnique où seraient poursuivies les recherches théoriques et pratiques tendant au perfectionnement des engins de la locomotion aérienne sous toutes ses formes. Il deviendra l'Institut aérotechnique de Saint-Cyr-l'École, intégré au Conservatoire national des arts et métiers.
Il signe Deutsch (de la Meurthe).
Il sera fait commandeur de la Légion d'honneur le 20 novembre 1912.

## L'accueil des étudiants
En 1923, Émile Deutsch de la Meurthe associe le nom de sa femme Louise (sœur de Fernand Halphen, décédée en 1914) à son projet en faveur des étudiants. Il fait construire les premiers bâtiments de ce qui devint la Cité internationale universitaire de Paris, près du parc Montsouris, qui comporte entre autres résidences la Fondation Émile et Louise Deutsch de la Meurthe.
Il était commandeur de la Légion d'honneur.

## L'aviation, à nouveau

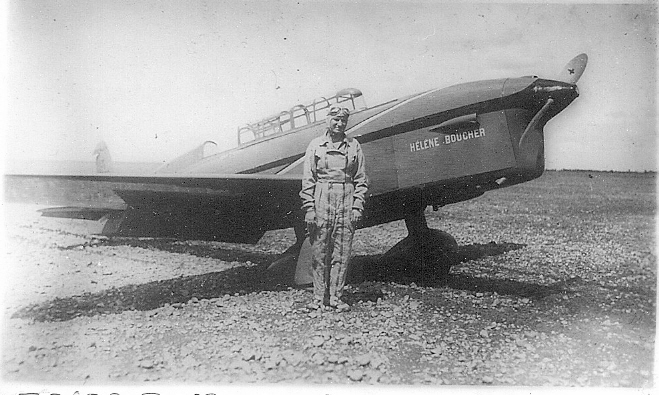
Hélène Boucher devant son Caudron Rafale

En 1927, après avoir contribué à la reconstruction de la ville de Moÿ-de-l'Aisne, Suzanne Deutsch de La Meurthe (1892-1937), la fille d'Henry, héritant de la passion de son père pour l'aviation, fonde l'Aéro-Club de l'Aisne et lui fait don de deux premiers avions. Puis, en 1931, elle crée une coupe de vitesse pour avions sur 1 000 kilomètres qui sera courue jusqu'en 1937. Deux pilotes français, Georges Détré sur Potez 53 et Raymond Delmotte sur Caudron-362, enlevèrent successivement l'épreuve en 1933. Puis Hélène Boucher remporta la coupe en 1934 sur le Caudron Rafale, conçu par Marcel Riffard, à plus de 409 km/h.
En 1931, Suzanne lègue le château de Boulains à la fondation qui porte son nom pour faire de cette Maison des Ailes un lieu de repos et de convalescence pour le personnel de l'aéronautique française ; car cette conquête de l'air ne se faisait pas sans beaucoup de casse. De 1994 à 2011, le château abrite l'association l'Envol.
En 1932, elle encourage les premiers travaux du pionnier de l'aile delta, Nicolas Roland Payen. Son soutien constant à l'aéronautique lui vaudra le surnom de « Fée des Ailes ».
Elle était officier de la Légion d'honneur.

## Le sport
En 1910 est créé le Prix Henry-Deutsch-de-la-Meurthe à l'Académie des sports. Doté alors de 25 000 franc-or, il est destiné à récompenser l’auteur d’un fait accompli pouvant entraîner un progrès matériel, scientifique ou moralisateur pour l’humanité. Il peut être attribué pour un fait accompli soit en France par un Français ou un étranger, soit à l’étranger par des Français seulement. Ce prix est toujours décerné de nos jours ; par exemple, il a été attribué en 2004 à Michel Desjoyeaux (voile), ou, en 2007, à Sébastien Loeb (rallye automobile).

## La santé
La propriété de château de Lafon a été léguée en 1920 à la ville de Bordeaux par Marguerite Deutsch de la Meurthe, épouse d'Henry, née Raba. Selon la volonté de sa donatrice une partie est devenue Le Repos maternel, institution d'accueil de jeunes femmes en difficulté. Le reste a fait place à la maison de retraite La Clairière, à la Cité Jardin et à des maisons individuelles. Marguerite Lebrun, épouse d'Albert Lebrun, rend visite à cette institution en juin 1940 avant de quitter Bordeaux pour Vichy (journal de Marguerite Lebrun, en cours d'édition, par Éric Freysselinard).
En 1937, Mme Deutsch de la Meurthe, née Raba, épouse d'Henry, fonde à l’hôpital Saint-Antoine de Paris le Centre de transfusion sanguine et de recherche hématologique qui sera présidé par le pionnier de la transfusion sanguine en France, Arnault Tzanck.

## Le patrimoine impérial
Vers 1930, en souvenir de son époux, Mme Deutsch de la Meurthe donne au musée du Louvre et au château de la Malmaison plusieurs importants souvenirs napoléoniens, certains d'entre eux y étant déjà exposés, comme le célèbre groupe du prince impérial et son chien Nero par Carpeaux acheté lors des ventes de la collection de l'ex-impératrice Eugénie en 1927 par le marchand Élie Fabius (musée d'Orsay) ; six bustes en marbre par Bartolini, Marin, Tricornia, Carpeaux, dont ceux de Charles et Lætitia Bonaparte qui avaient appartenu à Napoléon Ier ; le mobilier de chambre à coucher qu'il offrit à Joseph Bonaparte lors de son accession au trône d'Espagne ; une aiguière et son bassin en vermeil qui avaient servi à l'ondoiement du prince et avait appartenu à l'impératrice Eugénie ;
un baudrier offert par l'Empereur à Lannes.